# Armée guérillera Túpac Katari
L'Armée guerillera Túpac Katari (espagnol : Ejército Guerrillero Túpac Katari, EGTK) est un mouvement de guerilla bolivien actif pendant les années 1990. Bien que sur le plan opérationnel, son impact ait été faible, son empreinte historique est conséquente du fait que deux ténors de la politique bolivienne, l'indianiste Felipe Quispe et le vice-président de Bolivie Álvaro García Linera soient issus de ses rangs. Son nom fait référence à Túpac Katari, leader d'une révolte indiennes à la fin du XVIIIe siècle.